# 직산향교
직산향교(稷山鄕校)는 대한민국 충청남도 천안시 직산읍에 있는 조선시대의 향교이다. 1997년 12월 23일 대한민국의 충청남도의 기념물 제109호로 지정되었다.

## 개요
향교는 공자와 성현께 제사를 지내고, 지방민의 교육과 교화를 위해 나라에서 세운 교육기관이다.
조선 전기에 세운 이 향교는 임진왜란 때 불에 타 다시 세워졌으며 그 뒤로도 여러 차례 보수하여 현재 모습을 갖추었다.
남아 있는 건물로는 대성전, 명륜당, 동재, 내삼문, 외삼문이 있다. 대성전에는 공자를 비롯한 5성(聖)과 중국·우리나라 성현의 위패를 모시고 있다.
조선시대에는 국가로부터 토지와 서적·노비를 지급받아 가르쳤으나, 갑오개혁 이후로 교육 기능은 없어지고 지금은 봄·가을에 제사를 지내고 있다.

## 같이 보기
- 향교

## 참고 문헌
- 《문화유적총람》상, 문화재관리국, 1977
- 《충남지역의 문화유적》7집, 백제문화개발연구원, 1993년
- 《천안시지》, 천안시, 1997년
- 《충남의 향교》, 충청남도, 1999년
- 《충청남도지정문화재해설집》, 충청남도, 2001년

## 참고 자료
- 직산향교 - 국가유산청 국가유산포털